# Młyny (osada leśna w województwie kujawsko-pomorskim)
Młyny – osada leśna w Polsce położona w województwie kujawsko-pomorskim, w powiecie mogileńskim, w gminie Strzelno.
W latach 1975–1998 miejscowość administracyjnie należała do województwa bydgoskiego.